# Massacre de la famille LeBaron
Pour les articles homonymes, voir Le Baron.
Le massacre de la famille LeBaron, ou quelquefois tragédie de Bavispe, s'est produit le 4 novembre 2019 lorsque des membres présumés du crime organisé ont attaqué et tué un groupe de femmes et d'enfants appartenant à la famille mexico-américaine mormone LeBaron, dans une zone de la Sierra Madre occidentale à proximité du village de La Mora, dans la municipalité (équivalent mexicain du canton) de Bavispe, à l'extrême nord-est de l’État de Sonora et très proche des limites de celui de Chihuahua au Mexique,. Si les assaillants sont bien des narcotrafiquants, cela en ferait un massacre de la Guerre de la drogue. L'enquête privilégie la piste d'un massacre commis par des alliés locaux du Cartel de Juárez.

## Contexte
La présence de membres de la famille LeBaron dans les États de Chihuahua et de Sonora remonte à 1924, lorsque le patriarche de la famille Alma Dayer LeBaron senior (es), membre d'une branche fondamentaliste de l'Église de Jésus-Christ des Saints des Derniers Jours, qui s'était séparé de ladite organisation car il refusait d'abandonner la polygamie, émigre au Mexique avec de nombreux membres de sa famille. Ultérieurement, des fils d'Alma LeBaron Sr., Joel LeBaron (es) et Ervil LeBaron (es) ont fondé en 1955 et l'Église del Primogénito de la Plenitud de los Tiempos (es), dont le siège principal s'est établi dans un lieu aujourd'hui appelé Colonia Le Barón (es), dans la municipalité de Galeana dans l’État de Chihuahua. Plus tard, l'organisation religieuse s'est scindée entre les deux frères et Ervil LeBaron a ordonné l'assassinat de son frère Joel, ce qui a été condamné autant au Mexique qu'aux États-Unis.
En 2009 et dans un contexte de guerre contre le narcotrafic au Mexique, la famille LeBaron s'est fait connaître nationalement et internationalement en raison de l'enlèvement d'un de ses membres. Erick Le Barón, 17 ans, est pris en otage le 2 mai 2009, et une rançon d'un million de dollars américains est exigée pour sa libération. Devant le fait accompli, la communauté dirigée par Benjamín LeBaron a annoncé publiquement sa décision de ne pas payer la rançon exigée et de rechercher sa libération d'autres moyens. Erick est libéré par ses ravisseurs le 10 mai sans que personne ait payé. Cependant, quelques semaines plus tard, le 7 juillet suivant, Benjamín LeBaron et son beau-frère Luis Widmar, ont été enlevés puis exécutés par des membres du crime organisé.
Après ces événements, quelques membres de la famille sont devenus des personnalités publiques, comme Julián LeBaron, devenu militant de la paix, aux côtés de Javier Sicilia ; ou encore Alex Lui Baron González, qui a été élu député au Congrès de Chihuahua et député fédéral de 2015 à 2018. Ainsi, ils se sont retrouvés mêlés à d'autres conflits, en particulier des affrontements avec des agriculteurs chihuahuenses, regroupés dans l'organisation Le Barzón et dirigés par Eraclio Rodríguez Gómez, qui désiraient la construction de puits pour arroser leurs terres agricoles au nord-ouest de l'état de Chihuahua.
La famille est loin d'être la seule victime de la Guerre de la drogue. Le nombre d'homicides au Mexique s'accroit chaque année depuis 2016. Et à la mi-2019, le bilan humain avait déjà dépassé celui de 2018, qui était déjà une année-record en termes d'homicides. En avril 2019, le Cartel de Jalisco Nouvelle Génération avait lui aussi massacré une famille entière dans l’État de Veracruz, puis avait commis un autre massacre qui avait causé 30 morts en incendiant un club de strip-tease en août. Tandis qu'au mois d'octobre, le Cartel de Jalisco Nouvelle Génération tendait une embuscade à des policiers le 14 octobre dans l’État de Michoacán, tuant 13 policiers et en blessant 9. D'autres combats ont opposé des militaires et un cartel le 16 octobre dans l’État de Guerrero, qui ont tourné à l'avantage des forces de l'ordre et provoquant la mort de 14 tueurs à gage et d'un militaire. Le lendemain, de très violents combats ont éclaté à Culiacán entre les forces de l'ordre mexicaines et le Cartel de Sinaloa, remportés par le cartel.

## Embuscades
| \| Localisation relative du massacre. \| Localisation relative du massacre. |
| Localisation relative du massacre.                                          |

Selon la chronologie détaillée par Alfonso Durazo Montaño, secrétaire à la Sécurité et à la Protection Citoyenne et par Joel LeBaron : le matin du 4 novembre dix-sept membres de la famille LeBaron ont quitté La Mora, municipalité (équivalent mexicain du canton) de Bavispe, à Sonora - trois femmes adultes et quatorze mineurs, leurs enfants - en formant une caravane de SUV. Ils se séparent en trois groupes. Deux prennent la direction de la municipalité de Galeana et le troisième, conduit par Rhonita Maria Miller, devait aller à Phoenix, en Arizona aux États-Unis, pour aller chercher son époux à l'aéroport.
Le groupe de Rhonita Maria Miller a été interceptés vers 13:00 heures (Heure des Rocheuses) (20:00 GMT) sur un chemin de terre qui relie les municipalités de San Miguelito (Sonora) et de Pancho Villa (Chihuahua), par un groupe armé, travaillant probablement pour le crime organisé, qui a ouvert feu contre les trois véhicules, en causant l'explosion et l'incendie d'un d'entre-eux, tuant ses occupant, blessant un mineur, et provoquant la disparition d'une autre mineure, depuis retrouvée vivante,.
Les deux autres groupes tombent simultanément dans une autre embuscade quinze kilomètres plus loin. Les deux conductrices et deux enfants sont tués par balles. Les sept autres enfants qui les accompagnaient, dont cinq sont blessés dans l'attaque, parviennent à s'échapper et à se cacher dans la forêt.

### Victimes décédées
Les neuf victimes décédées dans l'attaque sont:
1. Rhonita Maria Miller (30 ans)
2. Howard Jacob Miller, Jr. (12 ans)
3. Krystal Bellaine Miller (10 ans)
4. Titus Alvin Miller (8 mois)
5. Tiana Gricel Miller (8 mois)
6. Christina Marie Langford Johnson (29 ans)
7. Dawna Ray Langford (43 ans)
8. Trevor Harvey Langford (11 ans)
9. Rogan Jay Langford (2 ans)

## Enquête

### Autorités impliquées
L'enquête est remise à la fois à la police de Sonora, à celle de Chihuahua, et aux forces fédérales mexicaines. Ils posent très vite l'hypothèse selon laquelle les LeBaron sont des victimes collatérales d'affrontements entre le Cartel de Sinaloa et le Cartel de Juárez. L'activiste Julián LeBarón, parent des victimes et porte-parole de la famille dans cette affaire, met ouvertement en doute la capacité des autorités mexicaines à résoudre le massacre, et demande aux États-Unis ou au Canada d'intervenir dans l'enquête, d'autant plus que le président américain Donald Trump a offert l'aide de son pays dans cette enquête. Au nom d'un accord bilatéral de 1994 relatif à la coopération en matière judiciaire, du fait que plusieurs LeBaron possèdent la double-nationalité américano-mexicaine, et en réciprocité de l'aide apportées par les autorités mexicaines aux autorités américaines et texanes dans le cadre de l'enquête sur la Fusillade d'El Paso (événement a priori non relié au massacre des LeBaron) le Parquet Général de Sonora demande de l'aide au Federal Bureau of Investigation. Le FBI accepte la demande, et le 12 novembre plus d'une vingtaine de ses agents arrivent à Bavispe, où ils doivent rester jusqu'à la fin de l'enquête. Julián LeBarón exprime publiquement et régulièrement le fait qu'il fasse plus confiance au FBI qu'aux autorités mexicaines.

### Déroulement de l'enquête
Le procureur de Chihuahua, Cesar Augusto Peniche, et le secrétaire à la Sécurité et à la Protection Citoyenne (équivalent mexicain du ministre de l'Intérieur), Alfonso Durazo, indiquent que plusieurs cartels s'affrontent pour le contrôle des zones proches de la frontière entre les États-Unis et le Mexique, et avancent l'hypothèse que les LeBaron auraient été attaqués car ils auraient peut-être été pris à tort par un cartel pour des membres d'un cartel concurrent. De fait, dans la nuit du 6 au 7 novembre, des affrontements éclateront dans tout l’État de Chihuahua entre Los Mexicles (alliés locaux du Cartel de Sinaloa), le Cartel de Juárez ou un de ses alliés locaux, et les forces de l'ordre mexicaines, qui causeront 38 morts.
Le 11 novembre, Alfonso Durazo annonce que plusieurs personnes impliquées dans le massacre ont été identifiées, arrêtées et remises au Parquet de Sonora et au Parquet Générale de la République [mexicaine]. Il refuse toutefois de dévoiler leurs noms et le groupe criminel pour lequel ils travaillent, ni combien ont été arrêtés.
Le 19 novembre, le Secrétaire à la Sécurité Publique de Sonora, José David Anaya Cooley, annonce que les forces fédérales mexicaines ont découvert une cache d'armes à Bavispe, qui pourrait être liée à l'affaire. Il annonce également que des opérations conjointes des forces fédérales, de la police de Sonora et de polices municipales ont permis de découvrir une autre cache d'armes à Yécora, et d'autres caches d'armes et de drogues dans d'autres municipalités de l’État, sans préciser si celles-ci sont liées ou non à l'affaire.
Le 25 novembre, le Parquet Fédéral de la République annonce que parmi les hommes arrêtés les jours précédents se trouve Roberto N, soupçonné d'être le commanditaire du massacre (et également recherché dans deux autres affaires).
Le 1er décembre, les forces fédérales mexicaines arrêtent trois hommes soupçonnés d'être impliqués dans le massacre, tous membres de La Línea (alliés du Cartel de Juárez), dont Mario H. "El Mayo" identifié comme le chef du territoire contrôlé par ce groupe. Son identité s'avère être Héctor Mario Hernández Herrera, arrêté avec sur lui plusieurs cartouches, de la marijuana, de la méthamphétamine type crystal et 15 téléphones portables.
Le 6 octobre 2021, Uriel Valle Domínguez, "El 18", est arrêté par les autorités fédérales mexicaines, soupçonné d'avoir participé au massacre.

### Arrestations massives
En novembre 2021, 24 personnes avaient été arrêtées et soupçonnées d'être liées au massacre, dont cinq sont inculpées du crime présumé d'homicide aggravé, de tentative d'homicide, de dommages et de participation directe aux événements.
Le 2 février 2022, Luis Alfonso Q.O. alias “El Guacho”, un membre à la fois de La Línea et du Nouveau Cartel de Juárez, est arrêté à Nuevo Casas Grandes par des agents fédéraux. Il est suspecté de s'être occupé de la logistique qui a permis le massacre. Durant la journée et la nuit suivante, 27 personnes de plus soupçonnées d'être liées au massacre sont arrêtées, et des avis de recherche sont émis pour 11 de plus. Parmi les 27 interpellations se trouvent 11 ex-militaires, qui d'après l'interrogatoire de "El Guacho", ont été recrutés par un individu surnommé "La Parka", et que ce-dernier aurait dirigé le massacre et la crémation des corps sur le terrain.
Le 15 février 2022, 28 personnes de plus sont arrêtés dans l’État de Chihuahua par le Secrétariat à la Défense nationale du Mexique, ce qui porte à 235 le nombre d'arrestations liées au massacre. Durant le week-end du 19-20 février, la Femdo, un organisme de Chihuahua spécialisé dans la lutte contre le crime organisé, mène 27 arrestations supplémentaires ont lieu, parmi laquelle Leonardo L, alias "Chamona", soupçonné d'avoir planifié le massacre avec "El Guacho". Le 24 février, Luis M. est arrêté, soupçonné d'avoir détruit les armes utilisées durant les faits afin de ne pas laisser de preuves.

## Funérailles
Le 7 novembre ont lieu les funérailles des victimes. Une caravane de 80 véhicules accompagne les cercueils jusqu'au cimetière de La Mora (Sonora), où ils sont enterrés en présence des deux principales branches de la famille LeBaron, de la gouverneure de Sonora Claudia Pavlovich Arellano et des secrétaires du Gouvernement et la Sécurité de l’État de Sonora Miguel Ernesto Pompa Corea et David Ayana Coley.

## Procès
Un premier procès pour Héctor Mario Hernández Herrera s'ouvre le 23 février 2020, dans lequel il est accusé de participation à la délinquance organisée.

## Conséquences

### Démographiques
Après le massacre, entre 10  et   15 familles mormones, c'est-à-dire environ 200 personnes, décident de quitter les États de Chihuahua et Sonora, la plupart pour aller vivre aux États-Unis. De manière générale, la recrudescence des violences dans le nord du Mexique, qui s'est traduite dans le massacre mais aussi dans d'autres événements avant et après comme l'attaque de la mairie de Villa Unión, réactive le flux de réfugiés qui essayent de se rendre aux États-Unis pour fuir les combats et les recrutements forcés par les cartels. Il s'agit d'un phénomène déjà observé de 2010 à 2013, lorsqu'une guerre intestine entre les Zetas et une vague d'extorsions et d'enlèvements qui l'accompagnaient avaient déjà créé un premier flux de réfugiés. Cependant, à la différence de 2010-2013, en 2019 plus de réfugiés mexicains préfèrent se présenter aux postes-frontières et demander légalement l'asile que de rentrer illégalement sur le territoire américain.

### Diplomatiques
Le 27 novembre, Donald Trump dit lors d'une interview vouloir classer les cartels mexicains en tant qu'organisation terroriste, et que le processus de classification est en cours depuis 90 jours,. Il avait déjà indiqué cette volonté en mars, au site d'information ultraconservateur Breitbart News,. Le Secrétariat aux Affaires étrangères du Mexique contacte les autorités américaines "pour comprendre le contenu et la portée" de ce message et souhaite "une rencontre à haut niveau dès que possible", tandis que le secrétaire Marcelo Ebrard tweete : "Le Mexique n'admettra jamais aucune action qui signifie la violation de sa souveraineté. Nous agirons avec fermeté. J'ai déjà transmis cette position aux États-Unis ainsi que notre détermination à faire face à la criminalité organisée transfrontalière". Finalement, Trump renonce à classer les cartels mexicains comme organisation terroriste, car si cela aurait permis aux États-Unis de pouvoir intervenir quand ils le voulaient sur le territoire mexicain, cela aurait également permis aux autorités mexicaines d'exiger le démantèlement des banques présentes sur le territoire américain qui acceptaient l'argent des cartels.

### Juridiques
Le 14 novembre, la gouverneure de Sonora, Claudia Pavlovich Arellano (es), propose au Congrès de Sonora d'augmenter la peine maximale pour les auteurs d'infanticides à 70 ans de prison ferme. Dans la législation de Sonora, un infanticide, ou "homicide infantile", désigne un homicide volontaire commis sur un individu âgé de 12 ans ou moins.

## Réactions
- Mexique :
  - Le matin suivant, durant sa conférence de presse quotidienne, le président Andrés Manuel López Obrador a regretté les faits, a présenté ses condoléances aux proches et s'est engagé à ce que justice soit faite[36]. Au cours d'un entretien téléphonique avec son homologue américain Donald Trump, il l'a remercié de son soutien, mais il a rejeté toutes les propositions d'intervention directe des États-Unis[37].
  - La gouverneure de Sonora, Claudia Pavlovich Arellano (es), et le gouverneur de Chihuahua, Javier Corral Jurado, ont condamné l'attaque sur leurs comptes Twitter.
- États-Unis :
  - Le président Donald Trump a condamné la tuerie sur Twitter, a demandé que le Mexique déclare la guerre aux cartels de narcotrafiquants, et a offert : « Si le Mexique a besoin ou désire de l'aide pour se nettoyer de ces monstres, les États-Unis sont prêts, disposés et capables d'intervenir [au Mexique] pour faire le travail de façon rapide et efficace[38]. »
  - Le sénateur américain Mitt Romney, dont le père est né dans l'une des communautés mormones du Mexique, condamne des "attaques horribles"[39].
  - Le 25 novembre 2020, Ken Salazar, félicite (en espagnol) sur Twitter les autorités fédérales mexicaines pour l'arrestation de 3 hommes présumément impliqués dans le massacre, dont Roberto N. le commanditaire présumé[19].